# Lidgate
Lidgate är en by och en civil parish i distriktet West Suffolk i Suffolk i England. Orten har 191 invånare (2001). Den har en kyrka och ett slott.